# Co vtip, to mrtvola
Co vtip, to mrtvola (Rire et Châtiment, tj. Smích a trest) je francouzský hraný film z roku 2003, který režírovala Isabelle Doval podle vlastního scénáře. Isabelle Doval hrála zároveň hlavní ženskou roli a její manžel José Garcia hlavní mužskou roli. Hlavní postavou je pařížský lékař, v jehož okolí umírají lidé smíchy. Originální název filmu upomíná na román Fjodora M. Dostojevského Zločin a trest (ve fr. Crime et Châtiment), který je ve filmu zmiňován.

## Děj
Vincent Roméro je osteopat, který rád vypráví vtipy a je středem pozornosti. Je příliš zahleděný do sebe a jeho přítelkyně Camille je již příliš vyčerpána životem s mužem, který ji neposlouchá. Rozhodne se proto od něho odejít. Vincent se ji snaží získat zpět a dochází za ní do nemocnice Saint-Louis, kde pracuje, ale ta odmítá. Vincent navíc zjistí, že lidé, kteří se smějí jeho vtipům, umírají smíchy. Snaží se proto omezit svůj humor a zapíše se kurzy první pomoci. Aby získal zpět Camillu, naučí se i rusky a chce si přečíst Dostojevského Zločin a trest, neboť její otec byl původem Rus. Teprve když pochopí, jak byl sobecký, zajde za Camillou na koncert na Quai Saint-Bernard, kde se usmíří.

## Obsazení
| José Garcia    | Vincent Roméro |
| Isabelle Doval | Camille Sétine |
| Laurent Lucas  | Jacques        |
| Philippe Uchan | Pierre         |